# Cantón de Bièvres
El cantón de Bièvres era una división administrativa francesa, que estaba situada en el departamento de Essonne y la región de Isla de Francia.

## Composición
El cantón estaba formado por seis comunas:
- Bièvres
- Saclay
- Saint-Aubin
- Vauhallan
- Verrières-le-Buisson
- Villiers-le-Bâcle

## Supresión del cantón de Bièvres
En aplicación del Decreto n.º 2014-230 de 24 de febrero de 2014, el cantón de Bièvres fue suprimido el 22 de marzo de 2015 y sus 6 comunas pasaron a formar parte del nuevo cantón de Gif-sur-Yvette.